# Gemenc Volán
A Gemenc Volán Autóbuszközlekedési Zrt. (informálisan: Gemenc Volán, régebben: 11. számú Volán vállalat) egy szekszárdi székhelyű autóbusz-közlekedési vállalat volt. Szolgáltatásai közé tartozott Szekszárd (24 helyi buszvonalon), Bonyhád, Bátaszék, Paks, Dunaföldvár, Dombóvár (7 helyi buszvonalon) és Tamási helyijáratainak üzemeltetése, helyközi autóbuszjáratok közlekedtetése, főként Tolna megye területén, továbbá távolsági járatokat is indított más nagyobb városokba, megyeszékhelyekre, és Budapestre is. A hivatalos autóbuszjáratokon kívül különjáratokat, vonatpótló buszokat is indított, továbbá a Paksi Atomerőmű részére szerződéses alapon biztosított különjáratokat. Hivatalos színe a fehér alapon zöld csík volt. 2015 január 1-én integrálódott a Dél-dunántúli Közlekedési Központba.

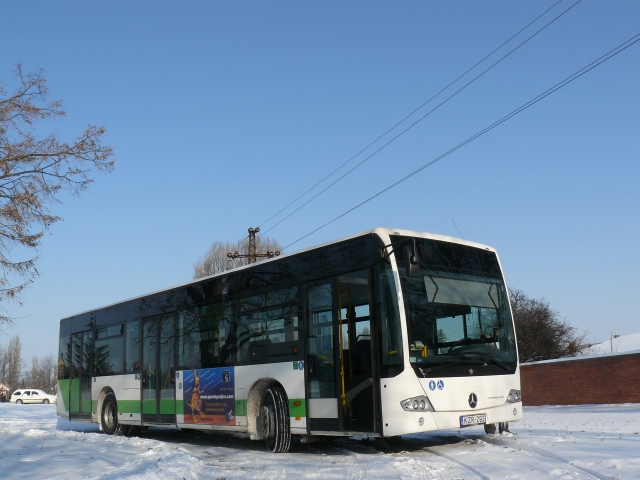
2007-ben beszerzett új alacsony padlós MB conecto típusú autóbusz. Ilyen látta el Szekszárd és Dombóvár helyi közlekedését

## Járműpark
Helyközi buszok:
- 2 Ikarus 280 csuklósbusz
- 2 Ikarus 435 csuklósbusz
- 1 Ikarus C80 csuklósbusz
- 4 Mercedes Conecto O345G csuklósbusz
- 1 Mercedes O405GN2 csuklósbusz
- 1 Rába Contact 292 csuklósbusz
- 5 Volvo 7700A csuklósbusz (2007.)
- 2 Ikarus 250 szólóbusz
- 31 Ikarus 256 szólóbusz
- 38 Ikarus 260 szólóbusz
- 14 Ikarus 266 szólóbusz
- 13 Ikarus 415 szólóbusz (1994.)
- 23 Ikarus C56 szólóbusz
- 1 MAN SL222 szólóbusz
- 1 MAN SL223 szólóbusz
- 6 NABI 700SE szólóbusz
- 12 Mercedes Conecto O345 szólóbusz
- 6 Ikarus EAG E94F szólóbusz
- 1 Mercedes O405N szólóbusz
- 2 Mercedes O407 szólóbusz
- 10 Mercedes Citaro O530 szólóbusz
- 2 Credo EC 11 szólóbusz
- 12 Credo EC 12 szólóbusz (2006-2007.)
- 2 Setra S 315UL szólóbusz
- 1 Mercedes Sprinter midibusz (2006.)
- 1 Opel Movano mikrobusz

Távolsági buszok:
- 2 Ikarus EAG 396
- 15 Ikarus EAG 395
- 1 Ikarus EAG 397 SHD
- 7 Ikarus EAG E95
- 1 Ikarus EAG E98 HD
- 1 Mercedes Tourismo O350 RHD
- 2 Mercedes Integro O550
- 11 Mercedes Intouro M (2007.)
- 5 Scania Irizar Intercentury (2006-2007.)

Helyi járműpark csak Szekszárdon és Dombóváron üzemelt, a többi város helyi közlekedését helyközi buszok bonyolították le.
Szekszárd helyi buszok:
- 2 Ikarus 280 csuklósbusz
- 1 Mercedes O405GN2 csuklósbusz
- 1 Rába Premier 291 csuklósbusz
- 1 Ikarus 260 szólóbusz
- 2 Mercedes Citaro O530 szólóbusz
- 11 Mercedes Conecto II szólóbusz (2007-2008.)

Dombóvár helyi buszok:
- 1 Mercedes Conecto O345G csuklósbusz
- 3 Mercedes Conecto II szólóbusz (2006-2007.)

## Története
A cég jogelődje, mint a Nemzeti Teherfuvarozó Vállalat szekszárdi főnöksége jött létre, 1949 áprilisában. Az idők során több nevet is viselt, mint pl. TEFU, MÁVAUT, AKIG, AKÖV. A közvetlen jogelődként tekinthető vállalatforma 1960-ban alakult meg, 11. számú AKÖV vállalat (autóbusz közlekedési vállalat) néven. 1984-ben szűnt meg a vállalatok kötelező jellegű számozása, innentől viseli a cég a Gemenc Volán nevet. 1992-ben a KHVM rendelete alapján 100%-ban állami tulajdonú részvénytársasággá alakult, a részvények jelenlegi aránya: 90% állami, 10% dolgozó. Még ugyanebben az évben február 12-én a társaság egyik autóbusza a pörbölyi tragédia során megsemmisült, 12 ember lelte halálát az autóbuszban a vonattal történt ütközés során. 2006. február 9-től zártkörűen működő részvénytársaságként van jelen a piacon. A cég központja Szekszárdon található, de vannak telephelyei még Bonyhádon, Dombóváron és Pakson. Ezen kívül még találhatóak pályaudvarai Gyönkön, Tamásiban és Dunaföldváron. A dombóvári telephelyet és az ahhoz tartozó autóbuszokat megvásárolta az Orange Ways, és 2009 június elsejétől, mint a Gemenc Volán alvállalkozója biztosítja a közlekedést a telephelyhez tartozó vonalakon.
2014. december 31-én beolvadt a Dél-dunántúli Közlekedési Központ (DDKK) Zrt.-be.